# Бад-Гінделанг
Бад-Гінделанг (нім. Bad Hindelang) — громада в Німеччині, знаходиться в землі Баварія. Підпорядковується адміністративному округу Швабія. Входить до складу району Оберальгой.
Площа — 137,02 км2. Населення становить 5192 ос. (станом на 31 грудня 2020).